# Rectoria vella de Sant Andreu de Llavaneres
La rectoria vella és un edifici de Sant Andreu de Llavaneres (Maresme) inclòs a l'Inventari del Patrimoni Arquitectònic de Catalunya, situat darrere l'església vella.

## Descripció
La rectoria vella és un edifici de planta rectangular de planta baixa i pis, amb coberta d'un sol vessant orientada a la façana principal. Abans hi havia una muralla que l'envoltava, de la qual encara en queden dues parets laterals i la portalada.
A la façana principal hi ha un portal adovellat de nou peces amb una finestra lobulada al damunt. Al costat esquerre hi ha dues finestres més, la darrera gòtica amb capitells esculturats. A l'interior conserva totes les llindes de pedra. A la part del darrere hi ha una finestra petita ornamentada amb formes lobulades esculpides.

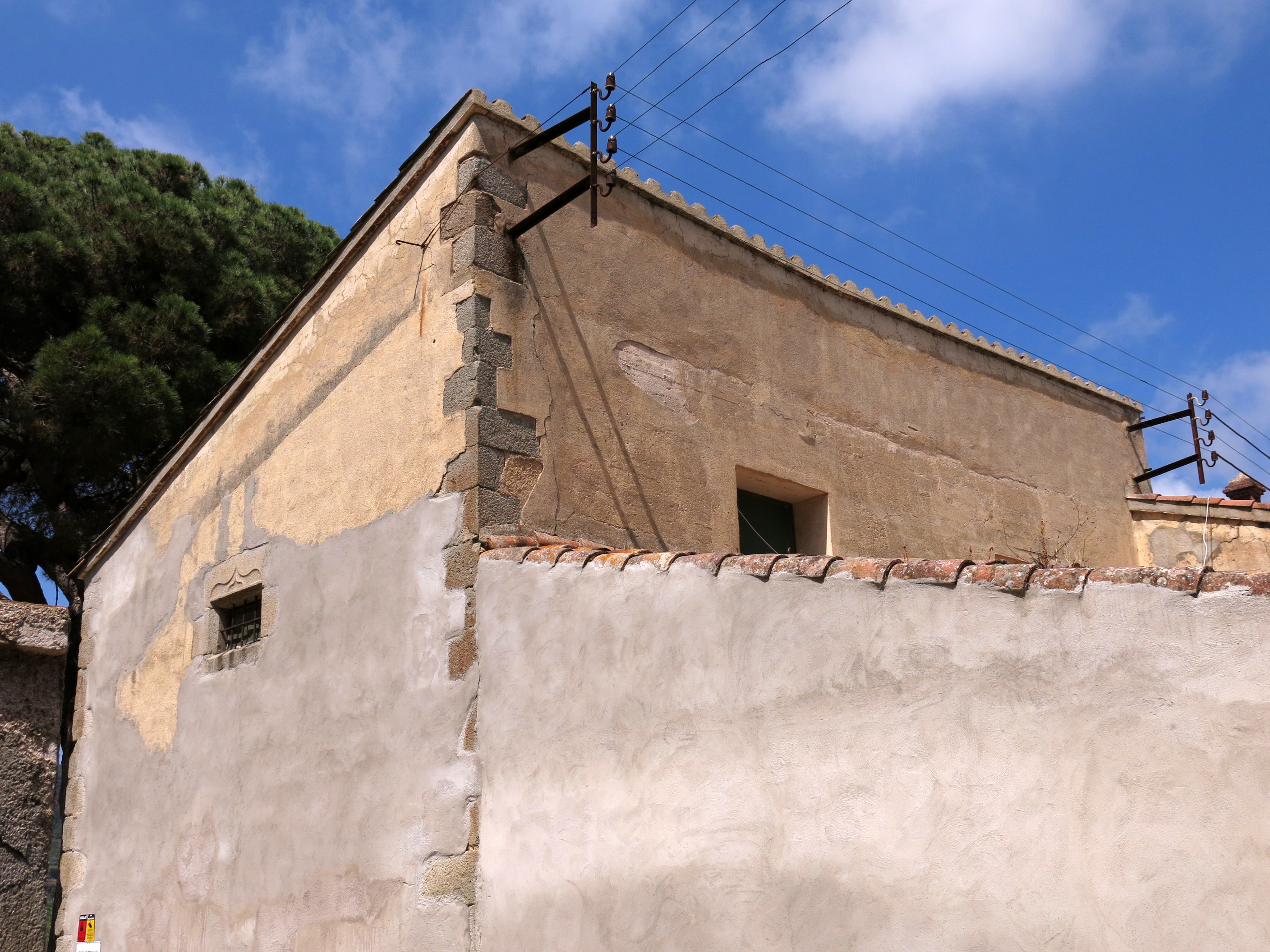
Detall del mur que dona a l'església, amb una finestra amb llinda lobulada

## Història
La rectoria vella es va construir quan es va acabar l'església contigua. A les llindes de les finestres de la planta baixa hi ha la data de 1665, que correspon a l'acabament de l'obra, i la de 1701, corresponent a alguna reforma important. En la reconstrucció de la rectoria es van aprofitar materials de la primitiva, tal com va passar a l'església. L'any 1858, en subhasta pública, s'adjudicà la casa rectoral i les terres als germans Francesc, Josep i Joan Masriera i Vidal. Anys després, aquesta rectoria fou cedida a les germanes de la Casa de la Caritat de Barcelona com a casa de repòs i colònies.